# Colonist
Un colonist este o persoană care migrează într-o anumită regiune geografică sau într-o colonie deja înființată pentru a-și așeza reședința permanentă, într-o zonă izolată ori în sânul unei localități, cu scopul colectiv de a coloniza acea regiune.